# متی‌پرانولول
متی‌پرانولول (انگلیسی: Metipranolol) (OptiPranolol, Betanol, Disorat, Trimepranol) یک مسدودکننده بتا غیرانتخابی است که در قطره‌های چشمی برای درمان گلوکوم استفاده می‌شود. این دارو به سرعت به دزاستیل متی پرانولول متابولیزه می‌شود.